# Euskararen Gaitasun Agiria
El títol conegut com a EGA (Euskararen Gaitasun Agiria; en català: Certificat de Coneixement del Basc) és aquell que acredita el coneixement del basc. Des del 1982, l'expedeixen el Govern Basc a Euskadi, el Govern de Navarra a Navarra i la Reial Acadèmia de la Llengua Basca (Euskaltzaindia) al País Basc Nord. Per aconseguir-lo cal superar un examen de tres proves. El títol és membre de l'ALTE (Association of Language Testers in Europe), i està classificat com a títol de nivell C1 en el Marc europeu comú de referència per a les llengües.

## Examen

### Convocatòries
L'examen per a l'obtenció de l'EGA es convoca dues vegades cada any, una al febrer i una altra al setembre, si bé el procés complet, que consta de tres proves, s'allarga una mitjana de quatre mesos.
A Navarra el preu de l'examen és de 28 euros, i dona dret a presentar-se a les dues convocatòries anuals. D'altra banda, els funcionaris de l'administració navarresa poden presentar-s'hi de manera gratuïta.
Al País Basc qualsevol ciutadà major de 17 anys pot presentar-s'hi. Ha de pagar una taxa de 18 euros. Els resultats dels exàmens no es conserven entre convocatòries: s'ha de completar el procés íntegre sense cap suspens, si no és així s'ha de tornar a començar. En aquest territori s'hi presenten anualment unes 14.000 personess, la majoria dels quals són estudiants o funcionaris. De tots ells només un terç (aproximadament) aconsegueix el títol.

### Estructura
L'examen consta de tres proves: prova inicial (atariko proba), prova escrita (proba idatzia) i prova oral (ahozko proba).

#### Prova inicial (Atariko proba)
Es tracta de 100 preguntes d'opció múltiple (tipus test). Les primeres 15 preguntes es responen mentre s'escolta una gravació (generalment d'un programa de ràdio) i les altres 85 es responen segons l'enunciat de cada pregunta. Per tal d'aprovar és necessari obtenir una puntuació igual o superior a 75. Les convocatòries d'examen en les quals més de la meitat dels presentats obté una puntuació inferior, la puntuació mínima exigida baixa fins a arribar al 50% d'aprovats (fet que és habitual).

#### Prova escrita (Proba idatzia)
Aquesta prova es divideix en cinc apartats que sumen, en total, 50 punts. La puntuació mínima per aprovar és 29, i és imprescindible, a més a més, aprovar cadascun dels cinc apartats, que són:
- Audició d'una gravació (la nota d'aquest exercici forma part de la nota de la prova oral)
- Redacció
- Reescriptura de frases
- Sinònims
- Comprensió escrita

Del 50% dels que aproven la prova inicial, vora el 60% supera també la prova escrita.

#### Prova oral (Ahozko proba)
Aquesta prova es divideix en dues parts: exposició d'un tema, se n'ha d'escollir un entre dues opcions, i debatre'l amb un altre examinat. Cadascú disposa de 30 minuts per preparar ambdós exercicis, i ha de completar-los davant de dos examinadors en aproximadament 10 minuts (5 per cada exercici).
Del 60% d'aprovats a la prova escrita, prop del 90% aprova aquesta última prova.